# Biblioteconomie și știința informației
Biblioteconomia și științele informației reprezintă un domeniu de studiu interdisciplinar care se ocupă, în general, de colectarea, organizarea, protecția/prelucrarea informațiilor în vederea accesului la ele. Suportul informației poate fi fizic (de exemplu: artă, colecții de legi, partituri etc.) sau în formă digitală.
În ciuda unor tendințe de îmbinare a celor două domenii, unii consideră că disciplinele originale, biblioteconomia și știința informației, sunt separate.  Cu toate acestea, astăzi este obișnuit ca termenii să fie folosiți ca sinonimi sau să se renunțe la termenul „biblioteca”, iar în locul lor să vorbim despre departamentele de informare sau i-școală. Au existat, de asemenea, încercări de a revigora conceptul de documentare și de a vorbi despre documentaristică (știința documentării). 

## Istoric

### Secolul XVII
Cel mai timpuriu document privitor la buna administrație a unei biblioteci este Sfaturi pentru înființarea unei biblioteci (în franceză Advis pour dresser une bibliothèque), scrisă de bibliotecarul francez Gabriel Naudé.   Își va pune în practică conceptele atunci când i se va oferi oportunitatea să devină bibliotecarul personal al cardinalului Jules Mazarin.